# Terminologia Interativa para a Europa
Terminologia Interativa para a Europa ou IATE — sigla de «Inter-Active Terminology for Europe» — é a base de dados terminológicos interinstitucional, interativa e multilingue da União Europeia em projeto desde 1999 e utilizada desde o verão de 2004 para a recolha, gestão e divulgação conjunta da terminologia utilizada nos textos das instituições europeias. A consulta da base foi aberta ao público em 2007.
A base é dirigida à redação, tradução e interpretação nos domínios de atividade das instituições da União Europeia, visando promover o rigor terminológico e melhorar a coerência e a qualidade das traduções.
IATE inclui as fichas de anteriores bases terminológicas:
- Eurodicautom (Comissão Europeia)
- TIS (Conselho da União Europeia)
- Euterpe (Parlamento Europeu)
- Euroterms (Centro de Tradução)
- CDCTerm (Tribunal de Contas)

A base inclui igualmente novas fichas entretanto introduzidas nas instituições europeias. Os utilizadores da base pública podem interagir enviando sugestões e comentários sobre o conteúdo das fichas terminológicas.

## Alguns números
A base incluía no início de 2007 cerca de 1,5 milhões de fichas terminológicas multilingues relativas a outros tantos conceitos, a que correspondem cerca de sete milhões de entradas por língua, o que equivale em média à presença de menos de cinco línguas por ficha terminológica. O número de termos eleva-se a cerca 8,7 milhões, nas 23 línguas oficiais.

## Instituições envolvidas no projectoIATE
- Comissão Europeia
- Parlamento Europeu
- Conselho da União Europeia
- Tribunal de Justiça
- Tribunal de Contas
- Comité Económico e Social Europeu
- Comité das Regiões
- Banco Central Europeu
- Banco Europeu de Investimento
- Centro de Tradução dos Organismos da União Europeia